# Antoine-Louis Barye
Pour les articles homonymes, voir Barye (homonymie).

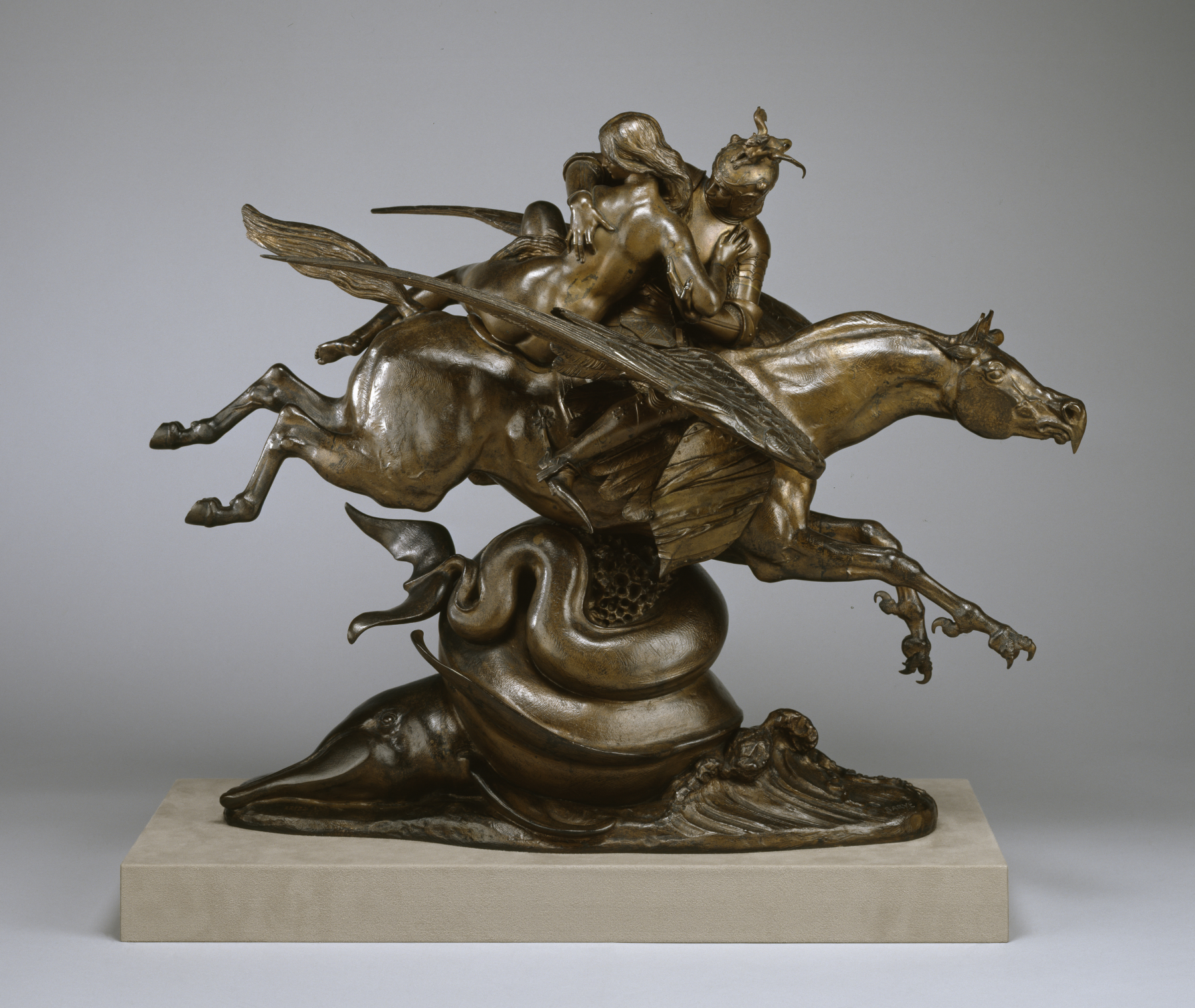
Angélique et Roger montés sur l'hippogriffe (vers 1840), Baltimore, Walters Art Museum.

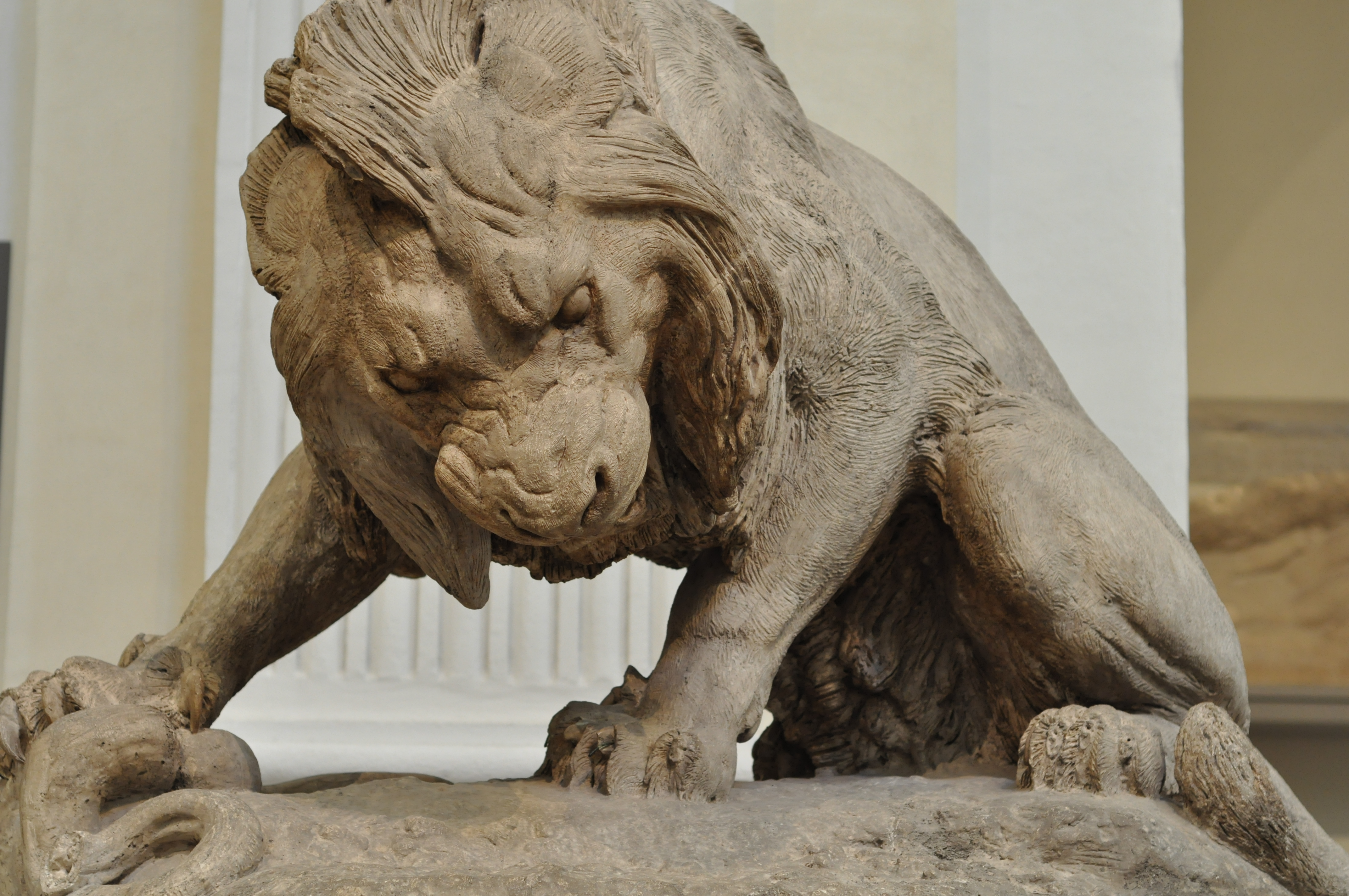
Lion au serpent (1832), plâtre, musée des Beaux-Arts de Lyon.

Antoine-Louis Barye, né le 24 septembre 1795 à Paris et mort le 25 juin 1875 dans la même ville, est un sculpteur et un peintre français.
Représentatif du romantisme, il est l'un des sculpteurs animaliers les plus réputés du XIXe siècle.

## Biographie
Antoine-Louis Barye naît à Paris, le 2 vendémiaire de l'an IV (le 24 septembre 1795), tel que cela est attesté dans les Actes d'état civil des archives de la Seine, et y passe toute sa vie. Il naît dans un milieu modeste d'artisans bijoutiers, son père, Pierre Barye, descend d'une lignée d'orfèvres lyonnais et est orfèvre lui-même. Placé dès l'âge de treize ans chez Fourier, un graveur sur acier qui fabrique des matrices destinées à exécuter les parties métalliques des uniformes de la Grande Armée ainsi que de la décoration, Barye s’initie à tous les métiers du traitement du métal et aux techniques d'orfèvrerie, et devient un ciseleur hors-pair. En décembre 1816, Barye s'inscrit à l'atelier privé du sculpteur François-Joseph Bosio. Afin de compléter sa formation par des cours de dessin et de peinture, Barye s'inscrit en mars 1817 dans l'atelier du peintre Antoine-Jean Gros. Le 7 juillet 1818, il entre à l’École des Beaux-Arts où il continue de recevoir une formation classique. Il y reste sept ans sans décrocher le grand prix de sculpture. Les sculptures d'Antoine-Louis Barye étaient réalisées par son fils Alfred Barye, qui a été contraint pendant des décennies de ne pas apposer sa propre signature jusqu'à la rupture des relations entre eux.
C'est probablement à la fin de l'année 1818 qu'il commence à travailler pour Fauconnier, un descendant d'orfèvres, où Barye est ciseleur et réalise des motifs de décoration pour des pièces d'orfèvrerie. Fauconnier le charge de la réalisation d'un cerf couché pour la décoration d'une soupière. C'est sa première réalisation animalière en trois dimensions. Barye se déplace à la ménagerie du Muséum d'Histoire naturelle afin d'y étudier l'animal et réalise un cerf couché très réaliste qui déplaît à son patron, habitué à une certaine idéalisation des animaux.
Barye prend l'habitude de fréquenter le Muséum pour observer et étudier les animaux à la ménagerie. Il ne fera pas de voyage en Orient et ne connaît les animaux sauvages qu'à Paris dans des cages ou au Muséum. Il consulte également les livres de chasse et d'animaux de la bibliothèque du duc d'Orléans.
En 1819, Barye participe à son premier concours, le sujet est « Milon de Crotone, une main ou les deux mains prises dans un arbre et attaqué par un lion », et il se présente dans la section de gravures en médailles, une technique qu'il maîtrise bien avec la formation qu'il a reçue chez Fourrier. Il obtient une mention honorable. La figure que Barye présente s'éloigne du classicisme et aborde déjà un certain naturalisme. Son Milon n'a pas de formes idéalisées et a l'expression soucieuse d'un homme et non d'un héros. Son lion est très réaliste ce qui laisse penser qu'il est allé en observer des vrais à la ménagerie du Jardin des plantes.
Il obtient en 1820, le second prix de Rome de sculpture, derrière Georges Jacquot avec pour sujet : « Caïn maudit par Dieu ». En 1831 il se fait connaître du public en exposant au Salon.

### Salon de 1831
En peinture il présente un portrait d'un des membres de sa famille et des études d'animaux. Dans la section sculpture il présente un Martyre de saint Sébastien et se fait remarquer avec son Tigre dévorant un gavial, œuvre tourmentée et expressive, qui le classe aussitôt comme premier sculpteur romantique, alter ego d'Eugène Delacroix en peinture. Dans cette œuvre tout est nouveau : le sujet, la manière de le traiter et les émotions qu'elle exprime. La sculpture surprend car Barye restitue le réalisme et la violence de la scène. Il ne cesse désormais de produire des chefs-d’œuvre, souvent de petites dimensions, qui vont enrichir les collections des cabinets d’amateurs, des deux côtés de l’Atlantique.

### Salon de 1833
En 1833, il expose six aquarelles représentant des fauves et il présente son Lion au serpent, une sculpture en plâtre aujourd'hui conservée au musée des Beaux-Arts de Lyon. Il pratique une nouvelle manière de sculpter, s'appuyant sur une profonde documentation, des croquis cotés et une exécution qui prône la vérité. Les critiques sont enthousiastes, contrairement à ses confrères car Barye remet en question les normes établies, les canons du classicisme.

### Salon de 1836
Au Salon de 1836, il présente son Tigre terrassant un cerf et sa version en bronze du Lion au serpent. L’État acquiert le Tigre terrassant un cerf pour la somme 7 000 francs et, après dix années passées dans les magasins du Louvre, l’œuvre est envoyée en 1846 au musée de Lyon. Le groupe est réalisé en pierre de Charance, un matériau rarement employé dans la sculpture que Barye travaille par grattage.

### Après les Salons
Après son refus au Salon de 1837 et en complète rupture avec les tenants de l'académisme qui règnent alors sur l’Institut, Barye ouvre une fonderie et diffuse lui-même sa production, en employant les techniques modernes de son temps. Ses idées républicaines ne l'empêchent pas de se lier avec Ferdinand-Philippe d'Orléans, pour lequel il exécute un surtout de table, chef-d’œuvre des arts décoratifs de cette époque, et de devenir un des sculpteurs favoris de Napoléon III. Ce dernier le charge de l'exécution de plusieurs sculptures de 1854 à 1860 lors des travaux de construction du nouveau musée du Louvre. Barye réalise Napoléon entouré de l'Histoire et des Beaux-Arts pour le fronton du pavillon Sully. Il sculpte également les groupes de La Force et de L'Ordre, pour le décor du pavillon Denon, et de La Paix et de La Victoire pour le pavillon Richelieu. Il réalise aussi le Napoléon 1er d'Ajaccio et une statue équestre de Napoléon III, pour les guichets du Louvre.
Au début des années 1850, Barye fréquente Barbizon et s'y installe. Il y côtoie les peintres de l'École de Barbizon et réalise de nombreuses huiles et aquarelles qui témoignent de ses qualités de coloriste.
Le 14 octobre 1854, Barye est nommé professeur de dessin de zoologie au Muséum d'Histoire Naturelle où il transmet sa passion pour l'observation du monde animal. Il demande à ses élèves de dessiner des squelettes d'animaux ou les emmène faire du modelage devant les bêtes vivantes.
À l’Exposition universelle de 1855, il remporte un vif succès grâce au Jaguar dévorant un lièvre, une sculpture encore une fois très naturaliste.
Sa notoriété inspira à Henri Rochefort une de ses phrases les plus violentes ; dans La Lanterne du 10 octobre 1868, il n’hésitait pas à écrire : « La statue équestre où Napoléon III est représenté en César (rions-en pendant que nous y sommes) et dont j'ai parlé dans mon dernier numéro, est l'œuvre de Monsieur Barye en 1865. On sait que Barye est le plus célèbre de nos sculpteurs d'animaux ».
Malgré son activité commerciale et sa pratique de l'art qui déroutent les membres de l'Institut, ceux-ci finissent par l'accueillir, le 30 mars 1868, et l'artiste connaît aisance et reconnaissance durant les dix dernières années de sa vie.
Antoine-Louis Barye s'éteint le 25 juin 1875, à 21 h, d'une maladie du cœur dont il souffrait depuis plusieurs années. Il est mort au no 4, quai des Célestins dans le 4e arrondissement de Paris où est apposé une plaque commémorative,.
Il est inhumé à Paris au cimetière du Père-Lachaise (49e division).
Il avait une maison-atelier au no 26 de la Grande Rue à Barbizon.

### Élèves
- Lionel Bonnemère ;
- Alphonse-Jules Contour ;
- Pierre-Adolphe Dammouse (1817-1880), sculpteur, céramiste et peintre ;
- Arthur Le Duc ;
- Pierre-Napoléon-Eugène Relin ;
- Charles Valton.

## Œuvre

### Son style

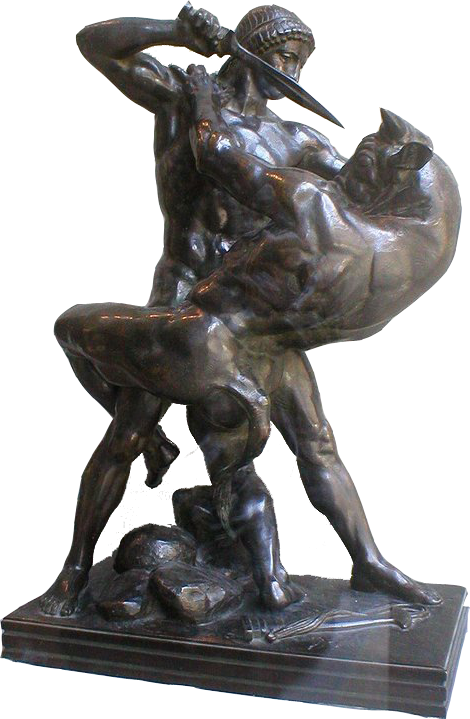
Thésée et le Minotaure (1855), Paris, musée du Louvre.

Son romantisme des années 1830 s'exprime par la mise en scène de combats violents tels La Chasse au taureau sauvage ou Le Tigre et gavial, provoquant l'admiration de la critique au Salon de 1831. À l'instar des artistes romantiques de son temps, Barye apprécie l'exotisme et le Moyen Âge. Il préférera le bronze au marbre qu'il juge trop froid.
La grande dimension, le sujet, l'énergie et la véracité du rendu du Lion au serpent du Salon de 1833 impressionnent les visiteurs habitués à des représentations de lions plus hiératiques. Il fait du monde animal le vrai sujet de sa sculpture. Encore une fois le réalisme marque les critiques « Plus je revoyais le Combat du lion et du serpent, et plus l'impression augmentait; il m'a semblé d'abord que le lion remuait : hier je l'entendais rugir » a écrit Charles Lenormant. On reproche cependant à Barye de ne pas avoir représenté une lutte entre animaux de même force. L'autre critique qui lui est faite est de rendre trop de détails et cela de manière réaliste et de ne pas user de plus de simplicité. Barye n'a jamais vu cette scène se dérouler et invente ce sujet de toutes pièces. Il parvient à composer ce groupe grâce à l'observation attentive qu'il fait à la ménagerie du Jardin des plantes, à Paris mais aussi grâce aux dessins qu'il réalise avec son ami Delacroix lors des dissections des animaux morts.

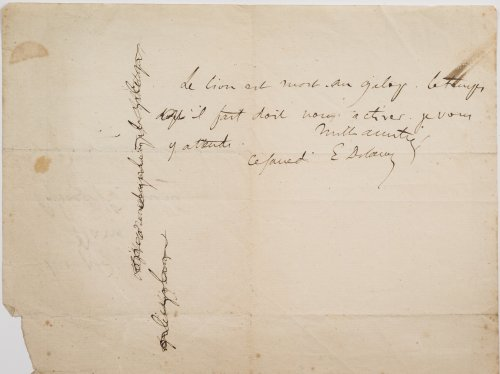
Lettre d’Eugène Delacroix à Antoine-Louis Barye : Le lion est mort. Au galop. Le temps qu'il fait doit nous activer. Je vous y attends. Mille amitié. Ce samedi. E. Delacroix, Paris, Institut national d'histoire de l'art.

Malgré ces critiques, le roi Louis-Philippe lui commande la version en bronze du Lion au serpent qu'il fait placer dans le jardin des Tuileries en 1836. L'événement provoqua l'indignation des membres de l'Institut : « Prend-on le jardin des Tuileries pour une ménagerie ? Remettez ce lion en cage ! ». La sculpture est aussi vue comme une allégorie de la monarchie écrasant la sédition, trois ans après la Révolution de Juillet. L'œuvre inspire le commentaire suivant d'Alfred de Musset : « Le lion en bronze de M. Barye est effrayant comme la nature. Quelle vigueur et quelle vérité ! Ce lion rugit, ce serpent siffle […] ».
Le style de Barye s'assagit à partir de 1843. Il donne à ses figures humaines inspirées des modèles grecs, tel le groupe en bronze de Thésée et le Minotaure, une énergie et un mouvement propres à la vision romantique.

### Collections publiques

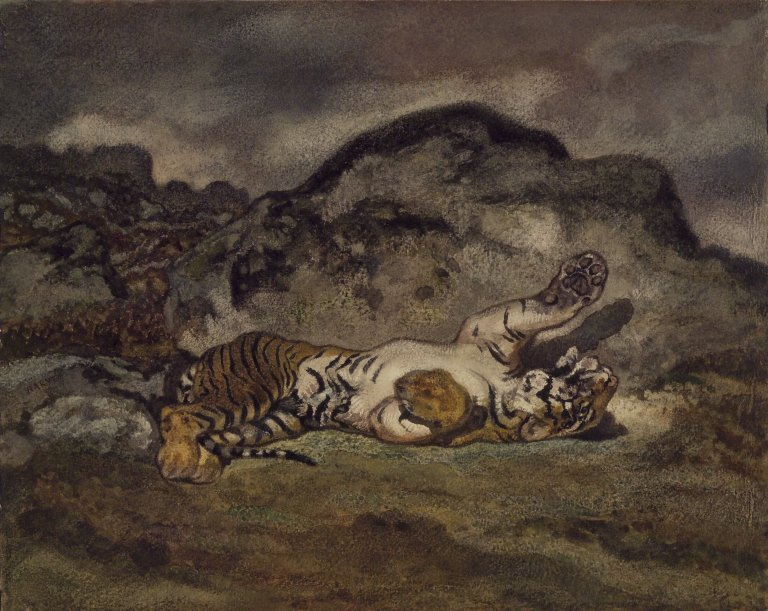
Tigre se roulant (1838-1842), New York, Brooklyn Museum.

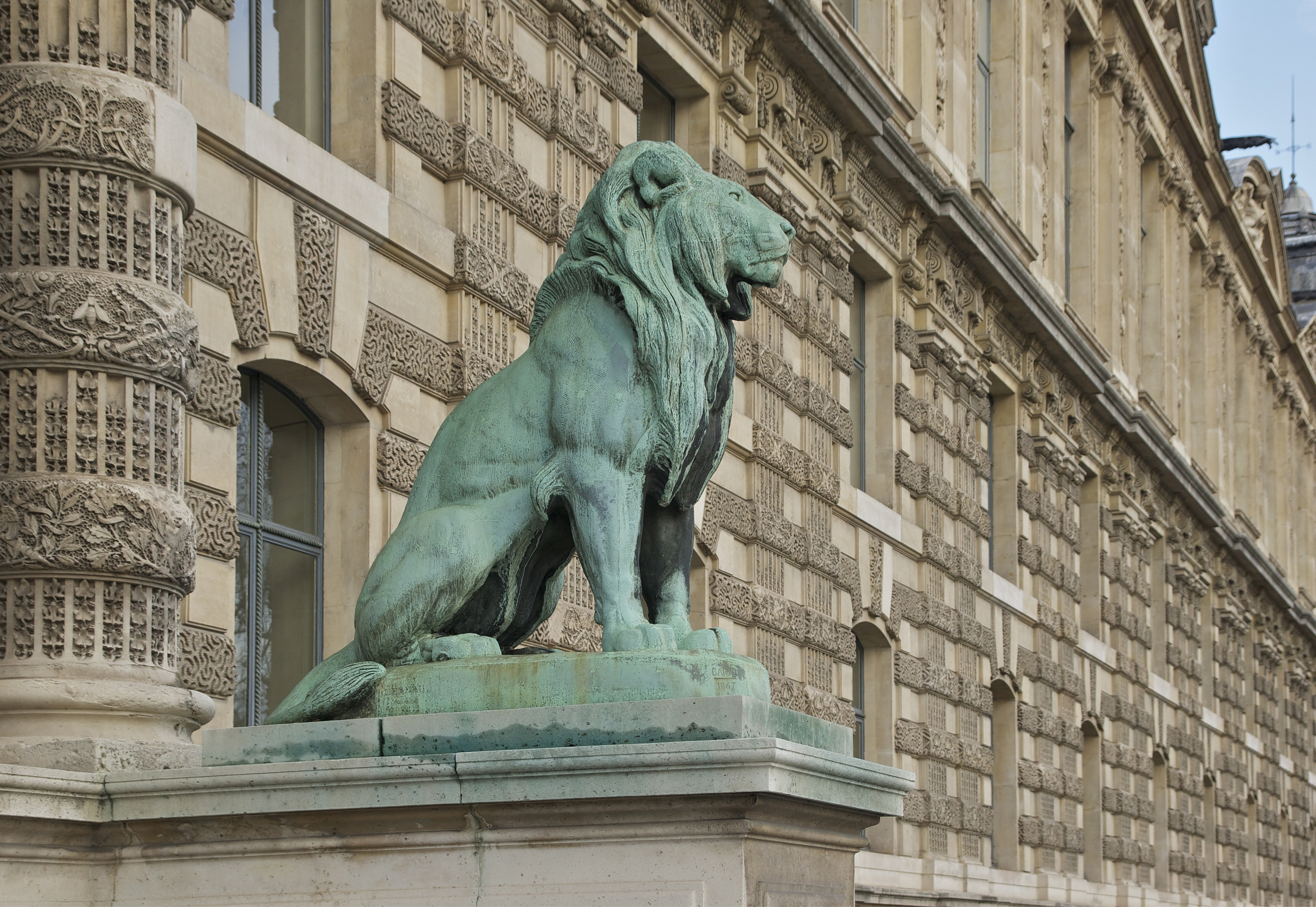
Lion assis, Paris, palais du Louvre, porte des Lions.

- Plus de 50 œuvres (bronzes, dessins, aquarelles et peintures) de l'artiste sont conservées au Walters Art Museum de Baltimore.

#### Sculpture
En octobre 2018, une liste de pièces ayant appartenu à l'industriel Émile Martin (1794-1871) est acheté à la galerie Descours (Lyon) avec le concours de la Société des Amis de la bibliothèque d'Art et d'archéologie. À côté de nombreuses éditions en bronze de sujets animaliers que Barye fond et vend lui-même, il réalise aussi de la statuaire monumentale.
- Lion assis, bronze 1847 et réplique en 1867, ces deux lions ont donné leur nom à la porte des Lions du pavillon de Flore du palais du Louvre à Paris.
- Le Buste de Napoléon Ier encadré d'allégories dans un fronton de l'aile Sully du palais du Louvre.
- Thésée et le Minotaure, bronze, 1855, Paris, musée du Louvre[10].
- Le roi Charles VI effrayé dans la forêt du Mans, musée du Louvre.
- Lion au serpent, bronze, Lens, Louvre-Lens.
- Cheval turc, bronze de 1838, musée d'Art de Dallas.
- Taureau cabré, bronze, musée des Beaux-Arts d'Agen.
- Lion au serpent, plâtre, musée des Beaux-Arts de Lyon.
- Mime antique, bronze à patine verte, 18 × 8 × 5 cm, dépôt du musée des Arts Décoratifs, Gray (Haute-Saône), musée Baron-Martin.
- Éléphant chargeant, ou furieux, bronze, 13 × 21 × 6 cm, dépôt du musée des Arts Décoratifs, Gray (Haute-Saône), musée Baron-Martin.
- Lion au serpent, bronze, hippodrome de Maisons-Laffitte.

#### Peinture
- Un intérieur en forêt, biches au repos, huile sur bois, Barbizon, musée départemental de l'École de Barbizon, achat du conseil général de Seine-et-Marne.
- Le Jean de Paris, forêt de Fontainebleau, huile sur toile, 30 × 38 cm, Musée d'Orsay[13].
- Deux jaguars du Pérou (1831-1835), aquarelle, 24 × 31 cm, Musée du Louvre[14].

#### Dessin
Le plus important fonds de papiers le concernant se trouve conservé à la bibliothèque de l'Institut national d'histoire de l'art (voir la collection d'autographes et les Archives 166).
L'École Nationale Supérieure des Beaux-Arts de Paris conserve également un important fonds de dessins d'Antoine-Louis Barye acquis par la Direction des Beaux-Arts lors de la vente après décès du 7 et du 12 février 1876.
- Un ensemble de 170 dessins d'atelier de Jacques-Louis Barye (Inv. EBA no 509-1 à 509-170) est conservé aux Beaux-Arts de Paris. Il s'agit principalement de dessins anatomiques[17] et d'études d'animaux étudiés d'après nature. Certains dessins ont été publiés et présentés au Cabinet des dessins Jean Bonna de l'école des Beaux-Arts de Paris dans le cadre de l'exposition intitulée Antoine-Louis Barye. Le Michel-Ange de la Ménagerie (22 octobre 2013 au 31 janvier 2014)[16].

## Hommages
- 1894 : Un Monument à Barye est érigé au square Barye, à la pointe amont de l'île Saint-Louis à Paris, après une souscription nationale franco/américaine[18],[19]. Dans un style néo-classique, deux personnages à l'antique sont assis, entourés de deux enfants nus. Il s'agit de copies en pierre, réalisées par Laurent Marqueste, de deux groupes allégoriques de Barye, L'Ordre et La Force, que l'on retrouve en bronze à Baltimore au Maryland (États-Unis) et dont les originaux ornent le fronton de l'aile Richelieu du Louvre. Le groupe en bronze de Barye Thésée combattant le centaure Biénor et le lion également en bronze qui ornaient aussi ce monument ont été fondus sous le régime de Vichy. Le 6 mai 2011, après le ravalement du monument, une copie du groupe sommital a été réinstallée[20]. Une plaque précise que le mécène de cette copie est un groupe taïwanais, la Chi Mei Culture Foundation, et intitule ce bronze Combat du Centaure et du Lapithe.
- Des voies de circulation au nom de l'artiste sont attribuées par quelques municipalités, telle que : les rues Barye dans le 17e arrondissement de Paris depuis 1884 et Brive-la-Gaillarde (Corrèze)[21], la rue Antoine Barye à Barbizon (Seine-et-Marne)[22] et la rue Antoine Louis Barye à Montpellier (Hérault)[23].

### Iconographie
- Charles Camino (1824-1888), Portrait du sculpteur Barye, 1884, aquarelle d'après Jean Gigoux, Baltimore, Walters Art Museum.
- François-Raoul Larche (1860-1912), Antoine-Louis Barye, buste en pierre, Paris, jardin du Luxembourg, façade de l'orangerie.

### Archives
- « Papiers Antoine-Louis Barye » (1819-1912) [1 boîte]. Fonds : Ensemble d'archives; Cote : Archives 166. Paris : Institut national d'histoire de l'art (lire en ligne). [accès aux documents numérisés]  (consulté le 10 février 2023).